# 岡山市立中山中学校
岡山市立中山中学校（おかやましりつ ちゅうざんちゅうがっこう）は、岡山県岡山市北区辛川市場にある公立中学校。

## 沿革
- 1947年（昭和22年） 一宮村・馬屋下村・平津村学校組合立中山中学校として発足。
- 1955年（昭和30年） 一宮町合併により校名変更。
- 1971年（昭和46年） 岡山市合併により校名変更。

## 中山祭
中山祭（ちゅうざんさい）とは中山中学校で2017年まで行われた行事である。
第6回の中山祭は2006年の9月21日（1日目）と9月22日（2日目）に行われた。1日目は体育祭と文化祭　運動場の部が行われ、2日目は文化祭 体育館の部と校舎の部が行われた。

## 合唱祭・合唱コンクール
合唱祭・合唱コンクール（がっしょうさい・がっしょうこんくーる）とは中山中学校で2018年から中山祭の代わりに行われている行事である。
合唱コンクールでは1年、2年、3年から2つずつのクラス（合計6つ）が金賞、銀賞を受賞し、翌日の合唱祭で、コンクールで受賞した6つのクラスが合唱する。

## 卒業生
- 岸慎治（NHK岡山放送局アナウンサー）

## 学区内にある施設など

### 小学校
- 岡山市立中山小学校
- 岡山市立馬屋下小学校
- 岡山市立桃丘小学校
- 岡山市立平津小学校

これら4つの小学校の卒業生は、ほとんどが岡山市立中山中学校に進学する。

### 高等学校
- 岡山県立岡山一宮高等学校

### 公民館
- 岡山市立一宮公民館

### 宗教関係
- 中山茶臼山古墳 -- 中山中学校の校名の由来となる地域名「中山」の由来地。こちらの「中山」は「なかやま」と読み、いわゆる「吉備の中山」として知られる。
- 吉備津彦神社
  - 艮御崎神社 -- 吉備津彦神社支宮。中学校裏の丘「小丸山」の頂上に建てられている。なお、小丸山は中山中学校校歌の冒頭に歌われている。
- 黒住教本部

### その他
- 芳賀佐山団地
- 岡山リサーチパーク
  - 芳賀地区と富吉地区の2つがあり、芳賀地区の方が学区内に属する。
- 関西高等学校第2グラウンド

## 最寄駅
- JR吉備線:備前一宮駅

## 通学区域が隣接している学校
- 岡山市立香和中学校
- 岡山市立京山中学校
- 岡山市立石井中学校
- 岡山市立吉備中学校
- 岡山市立高松中学校
- 岡山市立足守中学校